# خوزه گارسیا (بازیکن فوتبال زاده ۱۹۹۷)
خوزه گارسیا (انگلیسی: José García؛ زادهٔ ۱۳ ژانویهٔ ۱۹۹۷) بازیکن فوتبال اهل اسپانیا است.
از باشگاه‌هایی که در آن بازی کرده‌است می‌توان به باشگاه فوتبال اکسترمادورا و باشگاه فوتبال اوساسونا اشاره کرد.